# Ель-Пікасо
Ель-Пікасо (ісп. El Picazo) — муніципалітет в Іспанії, у складі автономної спільноти Кастилія-Ла-Манча, у провінції Куенка. Населення — 771 особа (2010).
Муніципалітет розташований на відстані близько 180 км на південний схід від Мадрида, 70 км на південь від Куенки.

## Демографія
Динаміка населення (INE ):

## Галерея зображень

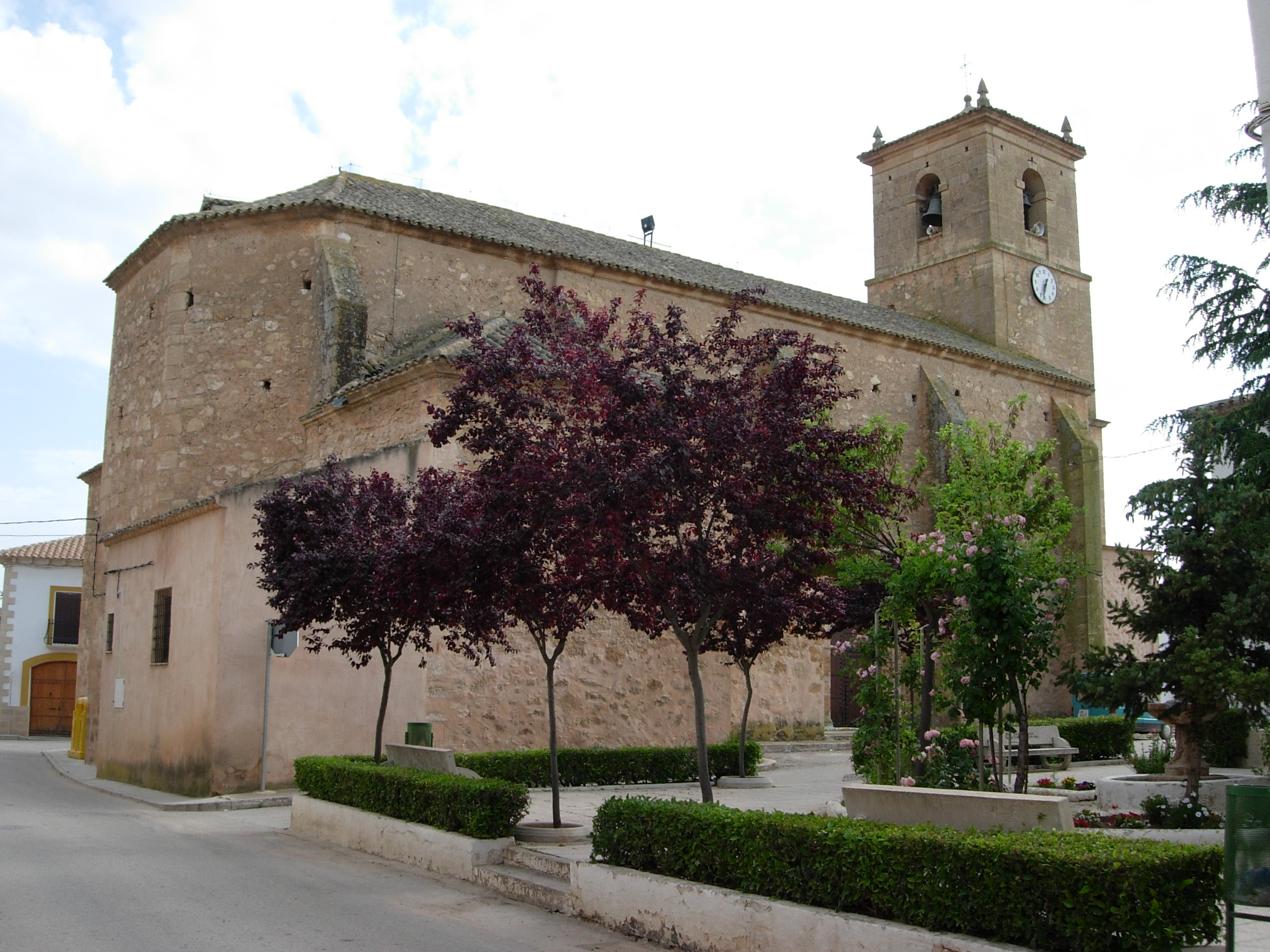
Церква, Ель-Пікасо